# 小野卓爾
小野卓爾（おの たくじ、1906年7月14日 - 1991年2月20日）は、北海道白老郡白老町出身のサッカー選手、サッカー指導者。

## 経歴
北海道庁立札幌第一中学校（現：北海道札幌南高等学校）を経て、1927年に中央大学法学部英法科に入学。在学中に札幌一中時代のチームメイトと共にサッカー部を創部した。
1933年に大学を卒業し、1935年より日本蹴球協会（現：日本サッカー協会、JFA）代議員に就任し、同年の第1回日満親善蹴球大会では選手団団長。1936年のベルリンオリンピックでは日本代表に帯同し総務全般を担当した。
1951年、JFA常務理事に就任し総務・財務といった実務を担当。1974年からはJFAの財団法人化に伴い専務理事に就任した。「日本サッカーの恩人」と呼ばれるデットマール・クラマーの招聘にも尽力した。
1946年より中央大学の監督に就任。1975年に退任するまで、1962年の第42回天皇杯全日本サッカー選手権大会優勝を始め、多くのタイトルを獲得、また長沼健、山口芳忠、小城得達らをサッカー日本代表や日本サッカーリーグ等に輩出した。
1976年にJFAの専務理事を退任し、1978年に白老町へ帰郷した。1991年2月20日、白老町で死去した。
2006年に第2回日本サッカー殿堂に選出された。

## 受賞歴
- 1968年　藍綬褒章
- 1978年　勲四等瑞宝章
- 2006年　日本サッカー殿堂